# 요르고스 쿠다스
요르고스 쿠다스(그리스어: Γιώργος Κούδας, 1946년 11월 23일, 테살로니키 아이오스 파블로스 ~)는 은퇴한 축구 공격형 미드필더이다. 그리스 축구의 알렉산더 대왕 (Μεγαλέξανδρος)이라는 별칭을 가진 그는 그리스 역사상 가장 위대한 선수들 중 한명으로 손꼽히며, 미미스 도마조스, 토마스 마브로스 등과 함께 경이의 세대 끝자락에 배출된 선수이다.
쿠다스는 볼의 거장임과 동시에 엄청난 민첩함과 전술적 이해도를 겸비했다. 비록 그는 우측 윙어로 경력을 시작했으나, 레스 샤논 감독에 의해 공격형 미드필더로 전향되었고, 훗날 이 포지션에서 전설적인 존재로 자리잡게 되었다.

## 클럽 경력

### PAOK
쿠다스는 유년 시절인 1958년에 PAOK의 유소년 아카데미에 들어가 클럽의 일원이 되었다. 1963년, 17세의 나이에, 그는 1군 데뷔전을 치렀다. 이어지는 3년간, 쿠다스는 화려한 드리블, 크로스 능력, 그리고 측면의 빠른 주행속도로 툼바 경기장의 관중들을 놀라게 했다. 그의 활약은 팬들 뿐만 아니라 타 구단들에게도 인상을 주었고, 올림피아코스와 파나티나이코스가 그의 영입에 관심을 갖게 했다.

### 올림피아코스 이적
올림피아코스로부터 많은 구애를 받자, 1966년 6월, 쿠다스가 피레아스 연고의 클럽과 계약의 합의를 본 것으로 보도되었다. 이후 이 행위는 그를 후회하게 만들었고, "저는 당시 사람들이 저에게 많은 구애를 한 것에 대해 이해하지 못했습니다. 저는 젊었고, 빈민층 출신이었으며, 저는 더 좋은 삶을 위해 아테네로 이주해 충분한 돈을 버는 것에 흥분했었습니다."라고 회고했다.
당시 그리스 축구는 완전한 프로 축구가 아니였고, 그에 따라 계약 조항이 느슨했었다. 쿠다스와 그의 가족이 피레아스 이적에 합의를 보았을 때, 이적을 위해 PAOK의 결정만이 필요했고, 지금까지도 어떠한 결정이 내려졌는지에 대해 토론 대상이다. 현재까지, 이 선수가 PAOK로부터 정말로 "납치"되었는지 불확실한데 - 테살로니키에서 나온 주장 - 합법 이적의 주장이 충돌하며, 공개적인 분노를 피하기 위해 선수와 가족에 부적합한 접촉을 한 것으로 덮여 있었다. 그에도 불구하고, 1966년 8월 16일, 쿠다스는 친선전에서 올림피아코스 데뷔전을 치렀다.
그러나, 1년도 안되어서, 군사 정권이 수립되었고, 코스타스 아슬라니디스가 국가체육장관으로 임명되었다. 그에 대해 대중에 행해진 "침묵" 행위로 인해, 아슬라니디스가 대형 클럽간의 이적을 통제하기 시작했다. 쿠다스가 1966년부터 1968년까지 군복무로 징병되었을 때, 그는 PAOK로 강제 복귀하게 되었고, 그에 따라 훈련 및 친선전을 제외한 올림피아코스에서의 활약이 사실상 금지되었다. 이 전례없는 결정은 북그리스의 대대적 분노에서 유발된 것으로, 쿠다스의 이적건과 관계가 있었고, 요르고스 판텔라키스 PAOK 회장의 개입도 일조했다.
쿠다스의 테살로니키 복귀에도 불구하고, 이적 환경과 관련된 논란거리가 올림피아코스에게 비난의 화살로 날아갔고, 이 사건으로 현재까지도 피레아스와 테살로니키 사이의 사회 및 경제적 경쟁 관계와도 연계된다.

### PAOK 복귀
그에 따라 쿠다스는 1968년에 PAOK에 재합류해 은퇴하기 전까지 머물렀다. 그는 판텔라키스가 조직한 전설적인 70년대 팀의 지도자이자 주장이 되었고, 이 팀은 그리스의 영건 다마나키스, 이오시피디스, 테르자니디스, 아포스톨리디스, 구나리스, 사라피스, 디모풀로스 등이 있었다. 이 시기에, 그는 1971-72 시즌과 1973074 시즌에 그리스 컵을 2차례, 1975-76 시즌에 그리스 리그를 한 차례 우승했다. 그는 1984년, 38세의 나이에 은퇴했다.
쿠다스는 PAOK 최다 출장 기록을 지니며, 총 607번의 경기에 출전했으며, 이 중 504번의 경기는 그리스 1부 리그 출장 기록이며, 첫 경기부터 마지막 경기까지의 기간은 거의 21년이 된다.

## 국가대표팀 경력
쿠다스는 1967년과 1982년 사이 그리스 국가대표팀 경기에 43번 출전해 4골을 넣었다. 그는 이탈리아에서 열린 UEFA 유로 1980에 PAOK 동료인 콘스탄티노스 이오시피디스, 흐리스토스 테르자니디스, 이오아니스 다마나키스, 그리고 이오아니스 구나리스와 함께 출전했다.

## 감독 경력
쿠다스는 단기간 코스타스 아이디니우와 이라클리스의 공동감독직을 맡은 전적이 있다.

## 수상
- 알파 에트니키: 1975-76
- 그리스 컵: 1971-72, 1973-74

## 같이 보기
- 원클럽맨 명단